# Emily Rose (atriz)
Emily Rose (Renton, 2 de fevereiro de 1981) é uma atriz americana.

## Biografia
Rose possui um diploma em atuação da UCLA. Ela também se formou na Universidade Vanguard com um diploma em teatro.

### Carreira
Rose participou do quarto episódio da série Smith, que não foi exibido, e estrelou como "Cass" no drama da HBO John from Cincinnati. Ela interpretou Lena Branigan em Brothers & Sisters. Rose fez o papel de Trish Merrick, uma funcionária de Jennings and Rall no drama da CBS Jericho.
Emily Rose fez trabalho de dublagem e captura de movimentos para o jogo de PlayStation 3 de 2007 Uncharted: Drake's Fortune interpretando a principal personagem feminina, chamada Elena Fisher, repetindo este papel em Uncharted 2: Among Thieves, "Uncharted 3: Drake's Deception" e "Uncharted 4: A Thief's End". Rose interpretou a Doutora Tracy Martin na temporada final de ER e foi atriz convidada no episódio de 12 de janeiro de 2009 de Two and a Half Men. Rose interpreta a personagem principal na série Haven, que é uma adaptação do drama de Stephen King The Colorado Kid, fazendo o papel da agente do FBI Audrey Parker.

## Filmografia
Uncharted 4 : A thief´s End ( 2015 ) (VG) (dublagem) como Elena Fisher
Uncharted 3 : Drake´s Deception (2011) (VG) (dublagem) como Elena Fisher
- Haven (2010) como Audrey Parker / Lucy Ripley / Sarah Vernon / Lexie DeWitt / Verônica/ Mara
- Operating Instructions (2009) (TV) como Rachel Scott
- Private Practice (1 episódios "Fear of Flying" 2010) como Elisha
- Washington Field (1 episódios) como Terri Porter
- Ghost Whisperer  (1 episódios "Devil's Bargain" 2009) como Tina Clark
- Two and a Half Men como Janine (1 episódio, "Thank God for Scoliosis", 2009)
- ER como Dr. Tracy Martin (11 episódios, 2008–2009)
- The Last Page (2008) como Marybell
- Without a Trace como Anya Simonson (1 episódio, 2008)
- Cold Case como Nancy Patterson (1 episódio, 2008)
- The Orphan (2008/I) como Elizabeth Arnold
- Brothers & Sisters como Lena Branigan (10 episódios, 2007–2008)
- Uncharted: Drake's Fortune (2007) (VG) (dublagem) como Elena Fisher
- Uncharted 2: Among Thieves (2009) (VG) (dublagem) como Elena Fisher
- Jericho (2007) como Trish Merrick
- John from Cincinnati como Cass (10 episódios, 2007)
- Speed Dating (2007/II) como Melanie
- Smith como Verna (1 episódio, 2007)
- Hurricane Party (2006) como Precious